# Good Girls (serie de televisión)
Chicas buenas (en inglés original Good Girls) es una serie de televisión estadounidense de comedia dramática criminal creada por Jenna Bans que se estrenó en NBC el 26 de febrero de 2018. La serie es producida por Bans, Dean Parisot (quien dirigió el piloto) y Jeannine Renshaw para Universal Television. El 7 de mayo de 2018, NBC renovó la serie para una segunda temporada, que se estrenó el 3 de marzo de 2019. El 12 de abril de 2019, NBC renovó la serie para una tercera temporada de 16 episodios, que se estrenó el 16 de febrero de 2020. Debido a la pandemia de COVID-19, la tercera temporada se redujo a 11 episodios. El 15 de mayo de 2020, la serie fue renovada por su cuarta temporada, que se estrenó el 7 de marzo de 2021. El 25 de junio, la serie fue cancelada tras cuatro temporadas.

## Sinopsis
La serie sigue a tres mujeres de los suburbios de Míchigan, dos de las cuales son hermanas, a las que les cuesta trabajo ganarse la vida. Están cansadas de que les quiten todo, así que deciden llevar a cabo un atraco improbable robando un supermercado, solo para descubrir que les espera más de lo que esperaban. Su robo exitoso atrae la atención del gerente de la tienda después de que él reconoce a una de las mujeres, pero por una razón completamente diferente que solo el dinero.

## Elenco y personajes

### Principales
- Christina Hendricks como Elizabeth «Beth» Boland (de soltera, Marks): la madre de cuatro hijos y ama de casa cuyo marido, vendedor de autos, la engañó.[15] Es la líder no oficial del grupo y crece para disfrutar la vida como criminal.
- Retta como Ruby Hill: la mejor amiga de Beth, una camarera que está luchando para pagar los tratamientos médicos de su hija Sara.[16]
- Mae Whitman como Annie Marks: la hermana menor de Beth y madre de Ben. Este nació cuando Annie todavía era una adolescente. Annie trabaja en Fine & Frugal en la mayor parte de la serie.[17]
- Reno Wilson como Stanley Hill: el marido de Ruby y un policía. Se entera de las actividades criminales de Ruby y, a pesar de estar inicialmente en contra, hace todo lo posible para asegurarse de que no la atrapen.[18]
- Manny Montana como Christopher / Rio: un criminal de alto rango que tiene un negocio de lavado de dinero. Apoya su negocio a través de papel de regalo, píldoras, automóviles y otras formas creativas. Tiene un interés particular en Beth, formando una relación complicada con ella.[19]
- Lidya Jewett como Sara Hill: la hija de Ruby y Stan que tiene insuficiencia renal.
- Isaiah Stannard como Ben Marks: el hijo de Annie y Gregg, que se declara transgénero en la temporada 2. Anteriormente se le conocía como Sadie.
- Matthew Lillard como Dean Boland: el marido vendedor de autos que engañó a Beth y tomó malas decisiones con su dinero, obligándola a robar una tienda de comestibles para corregir sus errores.[20] Estaba en el último año de la secundaria cuando le pidió a Beth que fueran a su fiesta de graduación juntos, comenzando su relación a largo plazo.

### Recurrentes
- David Hornsby como Leslie «Boomer» Peterson (temporadas 1–2, invitado: temporada 3): el deplorable jefe de Annie en Fine & Frugal. Busca una relación con Mary Pat al asistir a su iglesia y encontrarse con ella de manera planificada.
- James Lesure como Agente del FBI Jimmy Turner (temporadas 1–2, invitado: temporada 3): él está investigando a Rio y, más tarde, a las mujeres. Forma una fijación por arrestar específicamente a Beth.
- June Squibb como Marion Peterson (temporadas 1–2): la abuela de Leslie, que le estaba robando. Ella y Annie forman un vínculo inesperado.
- Zach Gilford como Gregg: el padre de Ben y exmarido de Annie que intentaba demandar por la custodia total. Tiene una aventura con Annie a pesar de que su esposa, Nancy, está embarazada, dejándola por estar enamorado de Annie.
- Sally Pressman como Nancy (temporadas 1–2, invitada: temporadas 3–4): la esposa de Gregg que da a luz a un niño llamado Dakota después de que Gregg la deja.
- Allison Tolman como Mary Pat: una loba poco probable con piel de cordero que complica la vida de las chicas.[21]
- Braxton Bjerken como Kenny Boland (temporadas 1–3): el hijo mayor de Beth y Dean.
- Danny Boyd como Harry Hill: el hijo de Ruby y Stan.
- Mason Shea Joyce como Danny Boland (temporadas 2–4): el hijo de Beth y Dean. Interpretado por Sutton Johnston en la primera temporada.
- Everleigh McDonell como Jane Boland (temporadas 2–4): la hija de Beth y Dean. Interpretada por Mila Middleswarth en la primera temporada.
- Scarlett Abinante como Emma Boland (temporadas 2–4): la hija de Beth y Dean. Interpretada por Kaitlyn Oechsle en la primera temporada.
- Caleb Emery como Baby Tyler (temporadas 1–2, invitado: temporadas 3-4)
- Sam Huntington como Noah (temporada 2): el interés amoroso de Annie. Es un agente encubierto del FBI que, para acercarse a Annie, se hace pasar por su nuevo jefe de Fine & Frugal después de la desaparición de Boomer.
- Jackie Cruz como Rhea (temporada 3): la nueva amiga de Beth y la madre del hijo de Rio.
- Noureen DeWulf como Krystal (temporada 3, invitada: temporada 4): una estríper que parece estar enamorada de Stanley.
- Charlyne Yi como Lucy (temporada 3): compañera de trabajo de Beth con habilidades de diseño.
- Rob Heaps como Dr. Josh Cohen (temporada 3, invitado: temporada 4): un psicólogo infantil que asiste a Annie.
- Ethan Suplee como Gil (temporada 3): un antiguo preso que trabaja para una empresa de mudanzas. Beth lo reclama para que traslade el dinero impreso.
- Carlos Aviles como Mick (temporada 3, invitado: temporada 4)
- Ione Skye como Gayle Meyer (temporada 3)
- Lauren Lapkus como Phoebe Donnegan (temporadas 3–4): un agente del FBI que ha estado rastreando el dinero falso impreso.
- Rodney To como Henry (temporada 3, invitado: temporada 4)
- Andrew McCarthy como Sr. Fitzpatrick (temporada 4, invitado: temporada 3)
- Jonathan Silverman como Dave (temporada 4)[22]
- Niko Nicotera como Gene (temporada 4)
- Jordan Belfi como Z (temporada 4)[23]

| Actor                  | Personaje                   | Temporadas             | Temporadas             | Temporadas             | Temporadas             |                        |
| Actor                  | Personaje                   | 1                      | 2                      | 3                      | 4                      |                        |
| Personajes principales | Personajes principales      | Personajes principales | Personajes principales | Personajes principales | Personajes principales | Personajes principales |
| ---------------------- | --------------------------- | ---------------------- | ---------------------- | ---------------------- | ---------------------- | ---------------------- |
| Christina Hendricks    | Elizabeth «Beth» Boland     | Principal              | Principal              | Principal              | Principal              |                        |
| Retta                  | Ruby Hill                   | Principal              | Principal              | Principal              | Principal              |                        |
| Mae Whitman            | Annie Marks                 | Principal              | Principal              | Principal              | Principal              |                        |
| Reno Wilson            | Stanley Hill                | Principal              | Principal              | Principal              | Principal              |                        |
| Manny Montana          | Christopher / Rio           | Principal              | Principal              | Principal              | Principal              |                        |
| Lidya Jewett           | Sara Hill                   | Principal              | Principal              | Principal              | Principal              |                        |
| Isaiah Stannard        | Ben Marks                   | Principal              | Principal              | Principal              | Principal              |                        |
| Matthew Lillard        | Dean Boland                 | Principal              | Principal              | Principal              | Principal              |                        |
| Personajes recurrentes |                             |                        |                        |                        |                        |                        |
| Zach Gilford           | Gregg                       | Recurrente             | Recurrente             | Recurrente             | Recurrente             |                        |
| Danny Boyd             | Harry Hill                  | Recurrente             | Recurrente             | Recurrente             | Recurrente             |                        |
| Braxton Bjerken        | Kenny Boland                | Recurrente             | Recurrente             | Recurrente             | Invitado               |                        |
| Sally Pressman         | Nancy                       | Recurrente             | Recurrente             | Invitada               | Invitada               |                        |
| Caleb Emery            | Baby Tyler                  | Recurrente             | Recurrente             | Invitado               | Invitado               |                        |
| David Hornsby          | Leslie «Boomer» Peterson    | Recurrente             | Recurrente             | Invitado               |                        |                        |
| James Lesure           | Agente del FBI Jimmy Turner | Recurrente             | Recurrente             | Invitado               |                        |                        |
| Allison Tolman         | Mary Pat                    | Recurrente             | Recurrente             |                        |                        |                        |
| Sutton Johnston        | Danny Boland                | Recurrente             |                        |                        |                        |                        |
| Mason Shea Joyce       | Danny Boland                |                        | Recurrente             | Recurrente             | Recurrente             |                        |
| Mila Middleswarth      | Jane Boland                 | Recurrente             |                        |                        |                        |                        |
| Everleigh McDonell     | Jane Boland                 |                        | Recurrente             | Recurrente             | Recurrente             |                        |
| Kaitlyn Oechsle        | Emma Boland                 | Recurrente             |                        |                        |                        |                        |
| Scarlett Abinante      | Emma Boland                 |                        | Recurrente             | Recurrente             | Recurrente             |                        |
| June Squibb            | Marion Peterson             | Invitada               | Recurrente             |                        |                        |                        |
| Sam Huntington         | Noah                        |                        | Recurrente             |                        |                        |                        |
| Lauren Lapkus          | Phoebe Donnegan             |                        |                        | Recurrente             | Recurrente             |                        |
| Noureen DeWulf         | Krystal                     |                        |                        | Recurrente             | Recurrente             |                        |
| Carlos Aviles          | Mick                        |                        |                        | Recurrente             | Recurrente             |                        |
| Rob Heaps              | Dr. Josh Cohen              |                        |                        | Recurrente             | Invitado               |                        |
| Rodney To              | Henry                       |                        |                        | Recurrente             | Invitado               |                        |
| Jackie Cruz            | Rhea                        |                        |                        | Recurrente             |                        |                        |
| Ethan Suplee           | Gil                         |                        |                        | Recurrente             |                        |                        |
| Ione Skye              | Gayle Meyer                 |                        |                        | Recurrente             |                        |                        |
| Andrew McCarthy        | Sr. Fitzpatrick             |                        |                        | Invitado               | Recurrente             |                        |
| Jonathan Silverman     | Dave                        |                        |                        |                        | Recurrente             |                        |
| Niko Nicotera          | Gene                        |                        |                        |                        | Recurrente             |                        |
| Jordan Belfi           | Z                           |                        |                        |                        | Recurrente             |                        |
| Personajes invitados   |                             |                        |                        |                        |                        |                        |
| Nicholas Alexander     | Darren                      | Invitado               | Invitado               | Invitado               |                        |                        |
| Sara Paxton            | Amber Doley                 | Invitada               | Invitada               |                        |                        |                        |
| Julian Gant            | JT                          |                        | Invitado               | Invitado               | Invitado               |                        |
| Charlyne Yi            | Lucy                        |                        |                        | Invitada               |                        |                        |

### Apariciones
| Actor               | Personaje               | Temporadas | Temporadas | Temporadas | Temporadas | Total |
| Actor               | Personaje               | 1          | 2          | 3          | 4          | Total |
| ------------------- | ----------------------- | ---------- | ---------- | ---------- | ---------- | ----- |
| Christina Hendricks | Elizabeth «Beth» Boland | 10         | 13         | 11         | 16         | 50    |
| Retta               | Ruby Hill               | 10         | 13         | 11         | 16         | 50    |
| Mae Whitman         | Annie Marks             | 10         | 13         | 11         | 16         | 50    |
| Reno Wilson         | Stanley Hill            | 10         | 13         | 11         | 16         | 50    |
| Manny Montana       | Christopher / Rio       | 10         | 13         | 11         | 16         | 50    |
| Lidya Jewett        | Sara Hill               | 10         | 13         | 11         | 16         | 50    |
| Isaiah Stannard     | Ben Marks               | 8          | 11         | 11         | 16         | 46    |
| Matthew Lillard     | Dean Boland             | 10         | 13         | 11         | 16         | 50    |

## Episodios

### Resumen
| Temporada | Temporada | Episodios | Episodios | Emisión original      | Emisión original    |
| Temporada | Temporada | Episodios | Episodios | Primera emisión       | Última emisión      |
| --------- | --------- | --------- | --------- | --------------------- | ------------------- |
|           | 1         | 10        | 10        | 26 de febrero de 2018 | 30 de abril de 2018 |
|           | 2         | 13        | 13        | 3 de marzo de 2019    | 26 de mayo de 2019  |
|           | 3         | 11        | 11        | 16 de febrero de 2020 | 3 de mayo de 2020   |
|           | 4         | 16        | 16        | 7 de marzo de 2021    | 22 de julio de 2021 |

### Temporada 1 (2018)
| N.º en serie | N.º en temp. | Título                    | Dirigido por       | Escrito por                   | Fecha de emisión original | Audiencia (millones) |
| ------------ | ------------ | ------------------------- | ------------------ | ----------------------------- | ------------------------- | -------------------- |
| 1            | 1            | «Pilot»                   | Dean Parisot       | Jenna Bans                    | 26 de febrero de 2018     | 5,98                 |
| 2            | 2            | «Mo Money, Mo Problems»   | Alberto Del Rey    | Jeannine Renshaw              | 5 de marzo de 2018        | 5,36                 |
| 3            | 3            | «Borderline»              | Kenneth Fink       | Jenna Lamia                   | 12 de marzo de 2018       | 4,46                 |
| 4            | 4            | «Atom Bomb»               | Dean Parisot       | Nicole Paulhus                | 19 de marzo de 2018       | 4,07                 |
| 5            | 5            | «Taking Care of Business» | Sarah Pia Anderson | Des Moran                     | 26 de marzo de 2018       | 4,28                 |
| 6            | 6            | «A View from the Top»     | So Yong Kim        | Marc Halsey                   | 2 de abril de 2018        | 4,04                 |
| 7            | 7            | «Special Sauce»           | Sharat Raju        | Bill Krebs                    | 9 de abril de 2018        | 4,28                 |
| 8            | 8            | «Shutdown»                | Nzingha Stewart    | Mark Wilding                  | 16 de abril de 2018       | 4,24                 |
| 9            | 9            | «Summer of the Shark»     | Michael Weaver     | Bill Krebs & Jeannine Renshaw | 23 de abril de 2018       | 3,95                 |
| 10           | 10           | «Remix»                   | Sarah Pia Anderson | Jenna Bans                    | 30 de abril de 2018       | 4,04                 |

### Temporada 2 (2019)
| N.º en serie | N.º en temp. | Título                                              | Dirigido por     | Escrito por                   | Fecha de emisión original | Audiencia (millones) |
| ------------ | ------------ | --------------------------------------------------- | ---------------- | ----------------------------- | ------------------------- | -------------------- |
| 11           | 1            | «I'd Rather Be Crafting»                            | Michael Weaver   | Bill Krebs                    | 3 de marzo de 2019        | 2,75                 |
| 12           | 2            | «Slow Down, Children at Play»                       | Michael Weaver   | Jeannine Renshaw              | 10 de marzo de 2019       | 2,46                 |
| 13           | 3            | «You Have Reached the Voicemail of Leslie Peterson» | Dylan K. Massin  | Emily Halpern & Sarah Haskins | 17 de marzo de 2019       | 2,36                 |
| 14           | 4            | «Pick Your Poison»                                  | Phil Traill      | Jenna Lamia                   | 24 de marzo de 2019       | 2,31                 |
| 15           | 5            | «Everything Must Go»                                | Michael Spiller  | Carla Banks Waddles           | 31 de marzo de 2019       | 2,16                 |
| 16           | 6            | «Take Off Your Pants»                               | Dean Parisot     | Des Moran                     | 7 de abril de 2019        | 2,39                 |
| 17           | 7            | «The Dubby»                                         | So Yong Kim      | Bill Krebs                    | 14 de abril de 2019       | 2,39                 |
| 18           | 8            | «Thelma and Louise»                                 | Michael Weaver   | Emily Halpern & Sarah Haskins | 21 de abril de 2019       | 2,14                 |
| 19           | 9            | «One Last Time»                                     | Tara Nicole Weyr | Carla Banks Waddles           | 28 de abril de 2019       | 2,34                 |
| 20           | 10           | «This Land Is Your Land»                            | Lee Friedlander  | Jeannine Renshaw              | 5 de mayo de 2019         | 2,25                 |
| 21           | 11           | «Hunting Season»                                    | Ken Whittingham  | Jenna Lamia                   | 12 de mayo de 2019        | 1,99                 |
| 22           | 12           | «Jeff»                                              | Andrew McCarthy  | Mark Wilding & Jenna Lamia    | 19 de mayo de 2019        | 2,35                 |
| 23           | 13           | «King»                                              | Michael Weaver   | Bill Krebs                    | 26 de mayo de 2019        | 2,26                 |

### Temporada 3 (2020)
| N.º en serie | N.º en temp. | Título                | Dirigido por    | Escrito por                    | Fecha de emisión original | Audiencia (millones) |
| ------------ | ------------ | --------------------- | --------------- | ------------------------------ | ------------------------- | -------------------- |
| 24           | 1            | «Find Your Beach»     | Michael Weaver  | Jenna Bans & Bill Krebs        | 16 de febrero de 2020     | 1,97                 |
| 25           | 2            | «Not Just Cards»      | Phil Traill     | Carla Banks Waddles            | 23 de febrero de 2020     | 1,81                 |
| 26           | 3            | «Egg Roll»            | Lee Friedlander | Helen Childress                | 1 de marzo de 2020        | 1,80                 |
| 27           | 4            | «The Eye In Survivor» | Dylan K. Massin | Greta Heinemann                | 8 de marzo de 2020        | 1,91                 |
| 28           | 5            | «Au Jus»              | Andrew McCarthy | Chantelle M. Wells             | 15 de marzo de 2020       | 1,90                 |
| 29           | 6            | «Frere Jacques»       | Michael Weaver  | Ester Lou Weithers             | 22 de marzo de 2020       | 1,90                 |
| 30           | 7            | «Vegas, Baby»         | Andrew McCarthy | Helen Childress                | 29 de marzo de 2020       | 1,98                 |
| 31           | 8            | «Nana»                | Phil Traill     | Greta Heinemann                | 5 de abril de 2020        | 1,84                 |
| 32           | 9            | «Incentive»           | Sara Zandieh    | Chantelle M. Wells             | 19 de abril de 2020       | 1,75                 |
| 33           | 10           | «Opportunity»         | Michael Weaver  | Carla Banks Waddles            | 26 de abril de 2020       | 1,58                 |
| 34           | 11           | «Synergy»             | Dylan K. Massin | Vanessa Mancos & Jeremy Gordon | 3 de mayo de 2020         | 1,75                 |

### Temporada 4 (2021)
| N.º en serie | N.º en temp. | Título                       | Dirigido por                     | Escrito por                                  | Fecha de emisión original | Audiencia (millones) |
| ------------ | ------------ | ---------------------------- | -------------------------------- | -------------------------------------------- | ------------------------- | -------------------- |
| 35           | 1            | «One Night in Bangkok»       | Eric Galileo Tignini             | Helen Childress & Bill Krebs                 | 7 de marzo de 2021        | 1,68                 |
| 36           | 2            | «Big Kahuna»                 | Jennifer Arnold & Michael Weaver | Bill Krebs                                   | 14 de marzo de 2021       | 1,51                 |
| 37           | 3            | «Fall Guy»                   | Michael Weaver                   | Ester Lou Weithers                           | 21 de marzo de 2021       | 1,53                 |
| 38           | 4            | «Dave»                       | Michael Weaver                   | Greta Heinemann & Mark Wilding               | 28 de marzo de 2021       | 1,30                 |
| 39           | 5            | «The Banker»                 | Eric Galileo Tignini             | Bill Krebs                                   | 11 de abril de 2021       | 1,53                 |
| 40           | 6            | «Grandma Loves Grisham»      | Eric Galileo Tignini             | Carla Banks Waddles                          | 18 de abril de 2021       | 1,51                 |
| 41           | 7            | «Carolyn with a Y»           | Michael Weaver                   | Kris Baucom & Jacob Motz                     | 2 de mayo de 2021         | 1,39                 |
| 42           | 8            | «Broken Toys»                | Michael Weaver                   | Mark Wilding                                 | 9 de mayo de 2021         | 1,42                 |
| 43           | 9            | «Chef Boyardee»              | Eric Galileo Tignini             | Samantha Taylor Pickett & Steven Rubinshteyn | 16 de mayo de 2021        | 1,43                 |
| 44           | 10           | «Strong Hearts Strong Sales» | Erin Feeley                      | Jenna Lamia                                  | 24 de junio de 2021       | 1,59                 |
| 45           | 11           | «Put It all on Two»          | Eva Vives                        | Helen Childress                              | 24 de junio de 2021       | 1,40                 |
| 46           | 12           | «Family First»               | Eric Galileo Tignini             | Ester Lou Weithers                           | 1 de julio de 2021        | 1,43                 |
| 47           | 13           | «You»                        | Michael Weaver                   | Jeremy Gordon                                | 8 de julio de 2021        | 1,61                 |
| 48           | 14           | «Thank You for Your Support» | Ken Whittingham                  | Vanessa Mancos                               | 15 de julio de 2021       | 1,69                 |
| 49           | 15           | «We're Even»                 | Sara Zandieh                     | Mark Wilding & Jenna Lamia                   | 22 de julio de 2021       | 1,53                 |
| 50           | 16           | «Nevada»                     | Michael Weaver                   | Helen Childress & Ester Lou Weithers         | 22 de julio de 2021       | 1,68                 |

## Producción

### Casting
Originalmente, Kathleen Rose Perkins fue elegida para el papel de Beth en el piloto. Más tarde se confirmó que había abandonado el proyecto y el papel sería reelegido. Christina Hendricks fue anunciada como su reemplazo el 10 de julio de 2017. El 17 de septiembre de 2019, Jackie Cruz fue elegida para un papel recurrente en la tercera temporada. El 13 de noviembre de 2020, Jonathan Silverman fue elegido para un papel recurrente en la cuarta temporada. El 13 de abril de 2021, Jordan Belfi se unió al elenco en un papel recurrente de la cuarta temporada.

### Filmación
La primera temporada fue filmada en Third Rail Studios en Doraville, Georgia. Para la segunda temporada, la serie trasladó su producción a Los Ángeles para aprovechar los incentivos fiscales proporcionados por California Film Commission bajo su iniciativa «Programa 2.0».

## Recepción

### Audiencias

#### Resumen
| Temporada | Horario (ET)                                                                       | Episodios | Primera emisión       | Primera emisión      | Última emisión      | Última emisión       | Ranking | Prom. de espectadores (millones) |
| Temporada | Horario (ET)                                                                       | Episodios | Fecha                 | Audiencia (millones) | Fecha               | Audiencia (millones) | Ranking | Prom. de espectadores (millones) |
| --------- | ---------------------------------------------------------------------------------- | --------- | --------------------- | -------------------- | ------------------- | -------------------- | ------- | -------------------------------- |
| 1         | lunes 10:00 p. m.                                                                  | 10        | 26 de febrero de 2018 | 5,98                 | 30 de abril de 2018 | 4,04                 | 71      | 6,07                             |
| 2         | domingos 10:00 p. m.                                                               | 13        | 3 de marzo de 2019    | 2,75                 | 26 de mayo de 2019  | 2,26                 | 122     | 3,75                             |
| 3         | domingos 10:00 p. m.                                                               | 11        | 16 de febrero de 2020 | 1,97                 | 3 de mayo de 2020   | 1,75                 | 93      | 3,42                             |
| 4         | domingo 10:00 p. m. (1–9) jueves 9:00 p. m. (10, 12–15) jueves 10:00 p. m. (11,16) | 16        | 7 de marzo de 2021    | 1,68                 | 22 de julio de 2021 | 1,39                 | —       | —                                |

#### Temporada 1
| N.º | Título                    | Fecha de emisión      | ÍA/CP (18–49) | Audiencia (millones) | DVR (18–49) | Audiencia DVR (millones) | Total (18–49) | Audiencia total (millones) |
| --- | ------------------------- | --------------------- | ------------- | -------------------- | ----------- | ------------------------ | ------------- | -------------------------- |
| 1   | «Pilot»                   | 26 de febrero de 2018 | 1,5/6         | 5,98                 | 0,6         | 2,02                     | 2,1           | 8,00                       |
| 2   | «Mo Money, Mo Problems»   | 5 de marzo de 2018    | 1,3/5         | 5,36                 | —           | —                        | —             | —                          |
| 3   | «Borderline»              | 12 de marzo de 2018   | 1,0/4         | 4,46                 | 0,5         | 1,56                     | 1,5           | 6,02                       |
| 4   | «Atom Bomb»               | 19 de marzo de 2018   | 1,0/4         | 4,07                 | 0,5         | —                        | 1,5           | —                          |
| 5   | «Taking Care of Business» | 26 de marzo de 2018   | 0,9/4         | 4,28                 | —           | —                        | —             | —                          |
| 6   | «A View from the Top»     | 2 de abril de 2018    | 0,9/3         | 4,04                 | 0,5         | 1,69                     | 1,4           | 5,73                       |
| 7   | «Special Sauce»           | 9 de abril de 2018    | 1,0/4         | 4,28                 | 0,5         | 1,55                     | 1,5           | 5,84                       |
| 8   | «Shutdown»                | 16 de abril de 2018   | 0,9/4         | 4,24                 | 0,5         | —                        | 1,4           | —                          |
| 9   | «Summer of the Shark»     | 23 de abril de 2018   | 0,9/4         | 3,95                 | 0,4         | 1,46                     | 1,3           | 5,41                       |
| 10  | «Remix»                   | 30 de abril de 2018   | 0,9/4         | 4,04                 | —           | —                        | —             | —                          |

#### Temporada 2
| N.º | Título                                              | Fecha de emisión    | ÍA/CP (18–49) | Audiencia (millones) | DVR (18–49) | Audiencia DVR (millones) | Total (18–49) | Audiencia total (millones) |
| --- | --------------------------------------------------- | ------------------- | ------------- | -------------------- | ----------- | ------------------------ | ------------- | -------------------------- |
| 1   | «I'd Rather Be Crafting»                            | 3 de marzo de 2019  | 0,7/3         | 2,75                 | 0,6         | 1,84                     | 1,3           | 4,59                       |
| 2   | «Slow Down, Children at Play»                       | 10 de marzo de 2019 | 0,6/3         | 2,46                 | 0,6         | 1,83                     | 1,2           | 4,30                       |
| 3   | «You Have Reached the Voicemail of Leslie Peterson» | 17 de marzo de 2019 | 0,5/3         | 2,36                 | 0,5         | 1,62                     | 1,0           | 3,98                       |
| 4   | «Pick Your Poison»                                  | 24 de marzo de 2019 | 0,6/3         | 2,31                 | 0,5         | 1,66                     | 1,1           | 3,98                       |
| 5   | «Everything Must Go»                                | 31 de marzo de 2019 | 0,6/3         | 2,16                 | 0,5         | 1,69                     | 1,1           | 3,86                       |
| 6   | «Take Off Your Pants»                               | 7 de abril de 2019  | 0,6/3         | 2,39                 | 0,6         | 1,70                     | 1,2           | 4,09                       |
| 7   | «The Dubby»                                         | 14 de abril de 2019 | 0,6/3         | 2,39                 | 0,5         | 1,66                     | 1,1           | 4,05                       |
| 8   | «Thelma and Louise»                                 | 21 de abril de 2019 | 0,5/3         | 2,14                 | 0,6         | 1,82                     | 1,1           | 3,96                       |
| 9   | «One Last Time»                                     | 28 de abril de 2019 | 0,6/3         | 2,34                 | 0,6         | 1,69                     | 1,2           | 4,04                       |
| 10  | «This Land Is Your Land»                            | 5 de mayo de 2019   | 0,5/2         | 2,25                 | 0,5         | 1,58                     | 1,0           | 3,83                       |
| 11  | «Hunting Season»                                    | 12 de mayo de 2019  | 0,4/2         | 1,99                 | 0,6         | 1,63                     | 1,0           | 3,62                       |
| 12  | «Jeff»                                              | 19 de mayo de 2019  | 0,5/3         | 2,35                 | 0,6         | 1,70                     | 1,1           | 4,06                       |
| 13  | «King»                                              | 26 de mayo de 2019  | 0,5/3         | 2,26                 | 0,7         | 1,79                     | 1,2           | 4,06                       |

#### Temporada 3
| N.º | Título                | Fecha de emisión      | ÍA (18–49) | Audiencia (millones) | DVR (18–49) | Audiencia DVR (millones) | Total (18–49) | Audiencia total (millones) |
| --- | --------------------- | --------------------- | ---------- | -------------------- | ----------- | ------------------------ | ------------- | -------------------------- |
| 1   | «Find Your Beach»     | 16 de febrero de 2020 | 0,4        | 1,97                 | 0,5         | 1,58                     | 0,9           | 3,55                       |
| 2   | «Not Just Cards»      | 23 de febrero de 2020 | 0,4        | 1,81                 | 0,6         | 1,67                     | 1,0           | 3,47                       |
| 3   | «Egg Roll»            | 1 de marzo de 2020    | 0,4        | 1,80                 | 0,6         | 1,66                     | 1,0           | 3,47                       |
| 4   | «The Eye In Survivor» | 8 de marzo de 2020    | 0,5        | 1,91                 | 0,5         | 1,50                     | 1,0           | 3,42                       |
| 5   | «Au Jus»              | 15 de marzo de 2020   | 0,4        | 1,90                 | 0,5         | 1,51                     | 0,9           | 3,42                       |
| 6   | «Frere Jacques»       | 22 de marzo de 2020   | 0,5        | 1,90                 | 0,5         | 1,52                     | 1,0           | 3,42                       |
| 7   | «Vegas, Baby»         | 29 de marzo de 2020   | 0,5        | 1,98                 | 0,5         | 1,49                     | 1,0           | 3,47                       |
| 8   | «Nana»                | 5 de abril de 2020    | 0,4        | 1,84                 | 0,6         | 1,62                     | 1,0           | 3,46                       |
| 9   | «Incentive»           | 19 de abril de 2020   | 0,4        | 1,75                 | 0,6         | 1,70                     | 1,0           | 3,46                       |
| 10  | «Opportunity»         | 26 de abril de 2020   | 0,3        | 1,58                 | 0,5         | 1,52                     | 0,8           | 3,10                       |
| 11  | «Synergy»             | 3 de mayo de 2020     | 0,4        | 1,75                 | 0,5         | 1,65                     | 0,9           | 3,40                       |

#### Temporada 4
| N.º | Título                       | Fecha de emisión    | ÍA (18–49) | Audiencia (millones) | DVR (18–49) | Audiencia DVR (millones) | Total (18–49) | Audiencia total (millones) |
| --- | ---------------------------- | ------------------- | ---------- | -------------------- | ----------- | ------------------------ | ------------- | -------------------------- |
| 1   | «One Night in Bangkok»       | 7 de marzo de 2021  | 0,4        | 1,68                 | 0,4         | 1,33                     | 0,8           | 3,02                       |
| 2   | «Big Kahuna»                 | 14 de marzo de 2021 | 0,3        | 1,51                 | 0,4         | 1,32                     | 0,7           | 2,84                       |
| 3   | «Fall Guy»                   | 21 de marzo de 2021 | 0,3        | 1,53                 | —           | —                        | —             | —                          |
| 4   | «Dave»                       | 28 de marzo de 2021 | 0,3        | 1,30                 | —           | —                        | —             | —                          |
| 5   | «The Banker»                 | 11 de abril de 2021 | 0,3        | 1,53                 | 0,4         | 1,32                     | 0,7           | 2,84                       |
| 6   | «Grandma Loves Grisham»      | 18 de abril de 2021 | 0,4        | 1,51                 | 0,4         | 1,28                     | 0,8           | 2,79                       |
| 7   | «Carolyn with a Y»           | 2 de mayo de 2021   | 0,3        | 1,39                 | 0,4         | 1,33                     | 0,7           | 2,72                       |
| 8   | «Broken Toys»                | 9 de mayo de 2021   | 0,3        | 1,42                 | 0,4         | 1,21                     | 0,7           | 2,63                       |
| 9   | «Chef Boyardee»              | 16 de mayo de 2021  | 0,4        | 2,43                 | 0,3         | 1,09                     | 0,7           | 2,52                       |
| 10  | «Strong Hearts Strong Sales» | 24 de junio de 2021 | 0,3        | 1,59                 | 0,3         | 0,96                     | 0,6           | 2,53                       |
| 11  | «Put It all on Two»          | 24 de junio de 2021 | 0,3        | 1,40                 | 0,3         | 0,99                     | 0,6           | 2,37                       |
| 12  | «Family First»               | 1 de julio de 2021  | 0,3        | 1,43                 | 0,3         | 1,00                     | 0,5           | 2,42                       |
| 13  | «You»                        | 8 de julio de 2021  | 0,3        | 1,61                 | 0,3         | 0,99                     | 0,6           | 2,60                       |
| 14  | «Thank You for Your Support» | 15 de julio de 2021 | 0,3        | 1,69                 | 0,3         | 1,01                     | 0,6           | 2,70                       |
| 15  | «We're Even»                 | 22 de julio de 2021 | 0,2        | 1,53                 | 0,3         | 0,94                     | 0,5           | 2,46                       |
| 16  | «Nevada»                     | 22 de julio de 2021 | 0,3        | 1,68                 | 0,3         | 1,02                     | 0,6           | 2,70                       |

### Respuesta crítica
El sitio web agregador de reseñas Rotten Tomatoes informó una calificación de aprobación del 63% para la primera temporada basado en 51 reseñas, con una calificación promedio de 6,34/10. El consenso crítico del sitio web dice: «La trama de Good Girls puede no ser del todo creíble, pero las fuertes actuaciones de sus actrices principales sí lo son». Metacritic, que utiliza una calificación normalizada para las reseñas, asignó un puntaje promedio ponderado de 60 de 100, basado en 22 reseñas, indicando «revisiones mixtas o promedio».
En Rotten Tomatoes, la segunda temporada tiene una calificación del 100% con un promedio de 6,25/10 basado en 8 reseñas.
En Rotten Tomatoes, la tercera temporada tiene una calificación del 100% con un promedio de 8,50/10 basado en 5 reseñas.

### Reconocimientos
| Año  | Premiación        | Categoría                               | Nominado(s)         | Resultado | Ref.            |
| ---- | ----------------- | --------------------------------------- | ------------------- | --------- | --------------- |
| 2019 | Premios Satellite | Mejor actriz de comedia o serie musical | Christina Hendricks | Nominada  | [ 178 ] [ 179 ] |